# When the Rain Begins to Fall
When the Rain Begins to Fall è una celebre canzone pop incisa nel 1984 da Jermaine Jackson e da Pia Zadora e facente parte della colonna sonora del film di fantascienza di James Fargo Voyage of the Rock Aliens (1984), dove Pia Zadora interpretava uno dei ruoli principali.
Il disco, uscito su etichetta Arista Records e prodotto da Jack White, fu n. 1 in Francia (dove rimase nella Top 50 per 27 settimane, delle quali 18 nella Top 10), Germania, Paesi Bassi, e Svizzera (per 5 settimane tra il 1984 e il 1985) e n. 2 in Austria.
In Francia, dove vendette oltre un milione di copie, fu disco di platino nel 1985 e risulta essere l'87º disco più venduto di tutti i tempi; fu invece disco d'oro nei Paesi Bassi (40 000 copie vendute) e in Germania (150 000 copie vendute), rispettivamente nel 1984 e nel 1985.
Autori del brano sono Peggy March, Michael Bradley e Steve Wittmack.

## Descrizione

### Testo e musica
Si tratta di un brano d'amore. L'espressione When the rain begins to fall, vale a dire “Quando la pioggia inizia a cadere”, è un'evidente metafora delle difficoltà della vita o delle difficoltà che si possono incontrare in un rapporto di coppia. A questa espressione poi fa seguito un'altra, altrettanto metaforica, ovvero I'll be the sunshine in your life (“Sarò il sole nella tua vita”), che equivale a una sorta di incoraggiamento all'altra persona (la persona amata) a non abbattersi mai, oltre alla garanzia di starle sempre a fianco, anche nei momenti più difficili.
Il brano è accompagnato da una melodia molto ritmata dall'inizio alla fine.

## Tracce

### 45 giri
1. When The Rain Begins To Fall  4:06
2. Follow My Heartbeat – Pia Zadora  4:22

## Video musicale
Il video) della canzone venne girato in Italia, a Sperlonga; le riprese, durate sei giorni, furono dirette da Bob Giraldi, il fonico era Luciano Muratori, ed è sottotitolato in francese.

## Cover
Del brano sono state incise diverse cover, tra cui quelle di Age Pee, Wisecräcker (1998), Pappa Bear & Van der Toorn (1998), Future Pop (2002), Nouky (2003), Christal K. (2005), Heavenly (2006).
È stata inoltre incisa, da parte di Desperado e di Pál Tamás, una versione in lingua ungherese intitolata A csillagokban járunk (= “Camminiamo nelle stelle”), uscita nel febbraio del 2007.